# Plumbagina
Plumbagina ou 5-hidroxi-2-metil-1,4-naftoquinona é um composto orgânico com a fórmula química 
C11H8O3. O composto é considerado como uma toxina comprovadamente genotóxica e mutagénica.

## Descrição
A plumbagina é um composto de coloração amarela, que pode ser usado como corante, formalmente derivado da naftoquinona.
A designação do composto deriva do género Plumbago de plantas angiospémicas, a partir de espécimes do qual foi incialmente isolado.
O composto também está presente nos tecidos de plantas carnívoras dos géneros Drosera e Nepenthes. Está também presente em elevadas concentrações na drupa (as nozes) da espécie Juglans nigra (nogueira-preta).